# Curtatone
Curtatone é uma comuna italiana da região da Lombardia, província de Mântua, com cerca de 12.324 habitantes. Estende-se por uma área de 67 km², tendo uma densidade populacional de 184 hab/km². Faz fronteira com Borgoforte, Castellucchio, Mantova, Marcaria, Porto Mantovano, Rodigo, Virgilio.

## Demografia
| Variação demográfica do município entre 1861 e 2011                               |
|                                                                                   |
| Fonte: Istituto Nazionale di Statistica (ISTAT) - Elaboração gráfica da Wikipedia |